# تشارلز إي. هارت
تشارلز إي. هارت (بالإنجليزية: Charles E. Hart)‏ هو عسكري أمريكي، ولد في 17 يونيو 1900 في فورت واشنطن في الولايات المتحدة، وتوفي في 9 ديسمبر 1991 في Fort Belvoir ‏ في الولايات المتحدة.